# 椭圆四极虫
椭圆四极虫（学名：Chloromyxum ellipticum）为四极科四极虫属的动物。在中国，分布于广东、福建、湖北、湖南、浙江、四川、江西、广东、武陵山地区等，营寄生生活，寄生在鲩、鳊、粲、青梢红鲌、翘嘴红鲌、红鳍鲌、青鱼、鲫、鲢、鳙、赤眼鳟、鲮的胆囊。